# Les Trois-Châteaux
Les Troix-Châteaux es una comuna nueva francesa situada en el departamento de Jura, de la región de Borgoña-Franco Condado.

## Historia
Fue creada el 1 de abril de 2016, en aplicación de una resolución del prefecto de Jura de 18 de marzo de 2016 con la unión de las comunas de Chazelles, L'Aubépin y Nanc-lès-Saint-Amour, pasando a estar el ayuntamiento en la antigua comuna de Nanc-lès-Saint-Amour.
El 1 de enero de 2019 absorbió la comuna de Saint-Jean-d'Étreux.

## Demografía
Según los datos aportados en la última resolución del prefecto de Jura, la comuna nueva pasa a tener 794 habitantes.

## Composición
| Comuna fusionada     | Código INSEE | Población (2014) | Superficie (km²) | Densidad (hab./km²) |
| -------------------- | ------------ | ---------------- | ---------------- | ------------------- |
| Chazelles            | 39135        | 148              | 4.04             | 37                  |
| L'Aubépin            | 39023        | 148              | 5.67             | 26                  |
| Nanc-lès-Saint-Amour | 39378        | 315              | 5.29             | 60                  |
| Saint-Jean-d'Étreux  | 39484        | 157              | 4.28             | 37                  |